# 孟连土司

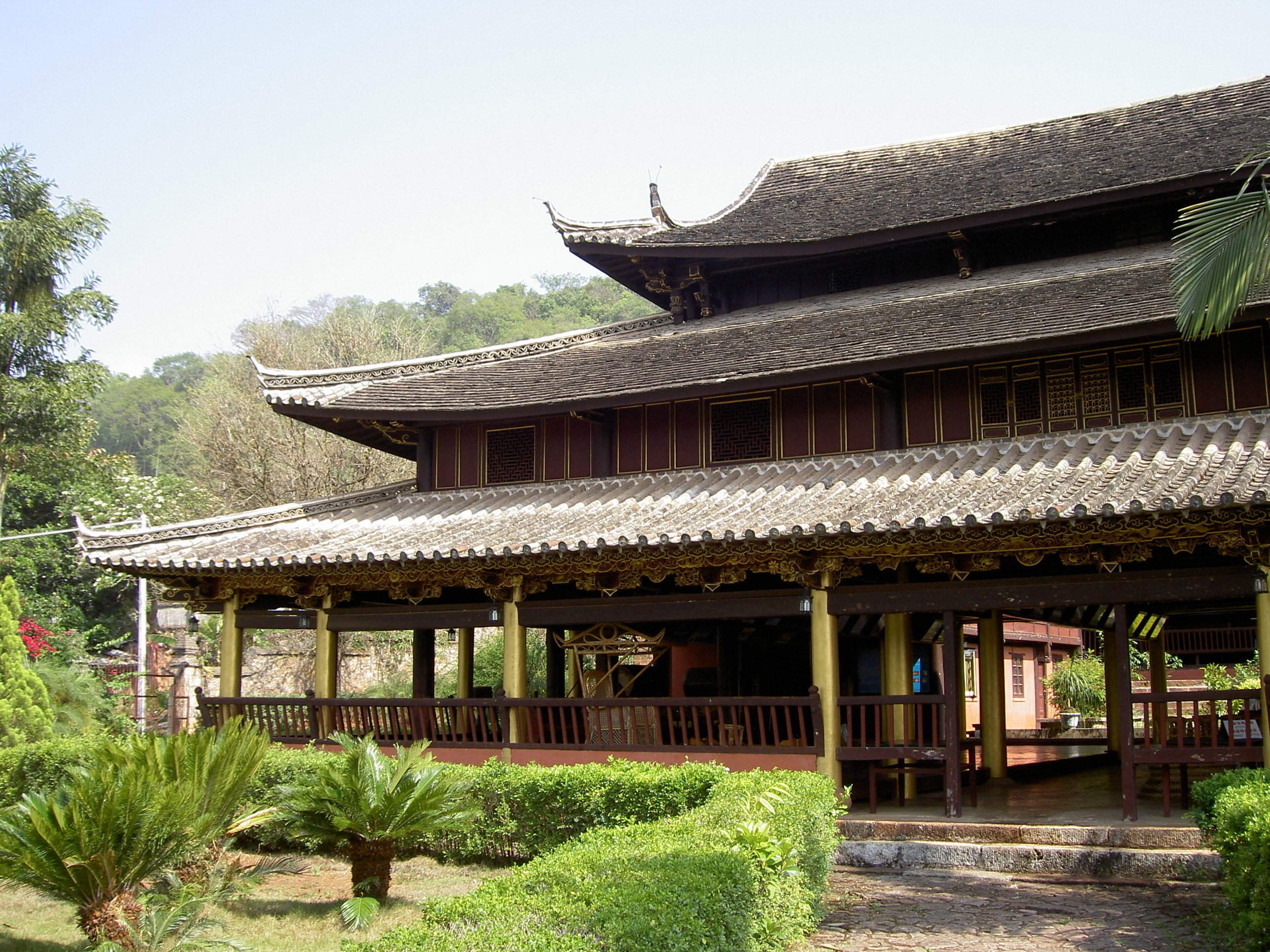
孟连宣抚司署

孟琏长官司是明朝直隶于云南都指挥使司的一个土司，即孟连土司，治今孟连娜允古镇。
元至正八年（1348年），原木连路被麓川路吞并，明朝初为麓川平缅宣慰司辖地，1402年后属孟定府。永乐四年（1406年）置孟琏长官司，辖境包括元时期的木连路和银沙罗甸府部分地区（今孟连、澜沧、西盟等县和缅甸掸邦东北萨尔温江以东部分地区）
，车里宣慰司也赠予孟琏司一片土地（孟连土司曾帮助过车里宣慰，两土司曾经联姻，车里将部分领土划给孟连作为酬谢和陪嫁）。嘉靖中期废除，万历十三年（1585年）复设，称猛脸。
康熙元年（1662年）孟连土司归附清朝，依明建制仍为孟琏长官司。康熙四十八年（1709年）升格孟连宣抚司。

## 资料来源
1. ↑  . cpc.people.com.cn. 新华网. 2009-09-23  [2017-10-30]. （原始内容存档于2017-11-07）.
2. ↑  谭其骧. . 北京: 中国地图出版社. : 24. ISBN 978-7-5031-1844-9.
3. 1 2  莫汝德. . 傣族网. 孟连旅游网. 2009-02-17  [2017-10-30]. （原始内容存档于2017-11-07）.
4. ↑  郭红, 靳润成. . 上海: 复旦大学出版社. 2007: 211. ISBN 978-7-3090-5598-6.
5. ↑  《明史》卷三百一十五